# Publius Cornelius Scipio Nasica Corculum
Publius Cornelius Scipio Nasica Corculum (meghalt Kr. e. 141-ben) római politikus, hadvezér, a patricius származású Cornelia gens tagja volt. Atyja, Publius Nasica, a híres jogtudós Kr. e. 191-ben volt consul.
Kr. e. 168-ban hallunk róla először, amikor is Lucius Aemilius Paullus Macedonicus alatt tüntette ki magát a makedóniai harcokban. Először Kr. e. 162-ben választották consullá Caius Marcius Figulusszal, ám szinte azonnal lemondtak tisztségükről, mivel hiba történt a beiktatási szertartások során. Kr. e. 159-ben Marcus Popillius Laenas társaként censor lett, és elrendelték, hogy élő személynek csak a senatus vagy a népgyűlés kifejezett határozata nyomán állíthatnak köztéri szobrot.
Kr. e. 155-ben Marcus Claudius Marcellusszal közösen volt másodszor is consul. Ezúttal nem történt hiba a beiktatáskor, így, míg kollégája Liguriában vitézkedett, ő Dalmatia népét pacifikálta. Kr. e. 150-ben választották pontifex maximusszá.
Nasica Corculum apjához hasonlóan neves jogász volt, innen ered ragadványneve is. Cicero és Aurelius Victor ékesszólását is magasztalta. Politikájában a legszilárdabb konzervativizmus tükröződött: mindent megtett a régi római erkölcsök ápolásáért és megerősítéséért. Második consuli évében például javasolta a senatusban, hogy romboljanak le egy majdnem elkészült színházat, mivel az romboló a közerkölcsre nézve. Cato ellenében pedig azért támogatta Karthágó megmaradását, mert vélekedése szerint egy erős ellenfél fennmaradása megakadályozta volna a tömeg kicsapongó életvitelének elharapózását.
Scipio Africanus, atyja unokatestvérének egyik leányát vette feleségül. Fiuk, Publius Nasica Serapio később maga is consul lett.

## Külső hivatkozások
- Dictionary of Greek and Roman Biography and Mythology. Szerk.: William Smith. Boston, C. Little & J. Brown, 1867.
Elérhető a Michigani Egyetem Könyvtárának honlapján: I. kötet (A–D); II. kötet (E–N); III. kötet (O–Z).

| Elődei: Tiberius Sempronius Gracchus és Manius Iuventius Thalna | Consul Kr. e. 162 collega: Caius Marcius Figulus | Utódai: Cnaeus Domitius Ahenobarbus és Publius Cornelius Lentulus |

| Elődei: Lucius Cornelius Lentulus Lupus és Caius Marcius Figulus | Consul Kr. e. 155 collega: Marcus Claudius Marcellus | Utódai: Quintus Opimius és Lucius Postumius Albinus |